# Manfred Klinkott
Christian Manfred Klinkott (* 20. August 1936 in Berlin) ist ein deutscher Bauforscher und Bauhistoriker sowie Professor für Architektur der Universität Karlsruhe.

## Leben und Wirken
Manfred Klinkott. Sohn von Elisabeth Klinkott, geborene Möffert, und ihrem Mann, dem promovierten Oberstudienrat Kurt Klinkott, studierte von 1957 bis 1965 an der Technischen Universität Berlin Architektur und schloss das Studium mit Diplom ab und war dann von 1965 bis 1972 wissenschaftlicher Assistent. 1970 heiratete er Isolde Hertel. Er wurde 1971 bei Ernst Heinrich mit der Arbeit Martin Gropius und die Berliner Schule zum Dr.-Ing. promoviert. Seit diesem Jahr nahm er an der Universität Karlsruhe Lehraufgaben wahr und forschte für das Deutsche Archäologische Institut in Spanien, Afghanistan, der Türkei und in Syrien. Er war Mitarbeiter bei den Ausgrabungen in Pergamon, Troja und Alexandria Troas, wo er jeweils die Stadtmauern untersuchte. Von 1972 bis 1979 war er Akademischer Rat der Universität Karlsruhe. 1978 erfolgte dort die Habilitation zum Thema Islamische Baukunst in Afghanisch-Sīstān. Mit einem geschichtlichen Überblick von Alexander dem Großen bis zur Zeit der Safawiden-Dynastie. Von 1979 bis 1980 war er als Dozent tätig.
Im Jahr 1980 wurde Klinkott Professor für Baugeschichte an der Fakultät für Architektur an der Karlsruher Universität. 2001 wurde er pensioniert. Nach seiner Pensionierung war er als Dozent an der AWWK – Akademie für Wissenschaftliche Weiterbildung Karlsruhe tätig. Klinkott ist korrespondierendes Mitglied des Deutschen Archäologischen Instituts.
Klinkott hat zwei Söhne, darunter den 1971 geborenen Althistoriker Hilmar Klinkott.

## Schriften (Auswahl)
- Islamische Baukunst in Afghanisch-Sīstān. Mit einem geschichtlichen Überblick von Alexander dem Großen bis zur Zeit der Safawiden-Dynastie (= Archäologische Mitteilungen aus Iran. Ergänzungsband 8). Reimer, Berlin 1982, ISBN 3-496-00107-0.
- Die Backsteinbaukunst der Berliner Schule. Von Karl Friedrich Schinkel bis zum Ausgang des Jahrhunderts (= Die Bauwerke und Kunstdenkmäler von Berlin. Beiheft 15). Mann, Berlin 1988, ISBN 3-7861-1438-2.
- Die byzantinischen Befestigungsanlagen von Pergamon mit ihrer Wehr- und Baugeschichte (= Altertümer von Pergamon. Band 16). De Gruyter, Berlin 2001, ISBN 3-11-016857-X.
- Die Ruinen von Alexandria Troas. Bestandsaufnahme der „Thermen des Herodes Atticus“ und des „Maldelik“ mit einem Nachdruck der Vorberichte von R. Koldewey und A. C. G. Smith (= Asia Minor Studien. Band 72). Habelt, Bonn 2015, ISBN 978-3-7749-3891-5.
- Das Fundament des Pergamonaltars und die Aufnahme seiner Fassadenfragmente (= Altertümer von Pergamon. Band 3, 3). De Gruyter, Berlin 2020, ISBN 978-3-11-059814-8.